# Tjärnmyrtjärnen (Överkalix socken, Norrbotten, 736722-180715)
Tjärnmyrtjärnen är en sjö i Överkalix kommun i Norrbotten och ingår i Kalixälvens huvudavrinningsområde.